# 率谷站
率谷站（韓語：솔골역）是朝鮮民主主義人民共和國平安南道北仓郡的一個鐵路車站，属于松南青年煤礦線。

## 邻近车站
松南青年煤礦線
松南青年站 - 率谷站